# غارت رم (۴۱۰)
غارت رم (انگلیسی: Sack of Rome) که در ۲۴ اوت سال ۴۱۰ میلادی رخ داد، شهر روم توسط ویزیگوت‌های تحت امر آلاریک یکم فتح و غارت شد و پایتخت امپراتوری از این زمان در ابتدا به مدیولانوم و سپس راونا منتقل شد.
خبر غارت رم، قلب امپراتوری و خاک مقدّسی که برای ۸۰۰ سال از سوی ارتش‌های بیگانه محترم شمرده شده بود، بازتاب وسیعی در سراسر جهان رومی و بلکه خارج از آن داشت. این مسئله به‌اندازه‌ای مهم بود که جمعی تصور کردند که گیتی به‌پایان رسیده است، زیرا مدت هشتصد سال پایتخت روم از هرگونه هجوم برکنار بود و کسی باور نداشت که بتوان آن را تصرف و غارت نمود.